# Teodoro Elmore
Teodoro Elmore Fernández de Córdoba (Lima, 1850 - Lima, 8 de abril de 1920) fue ingeniero, doctor en Ciencias y docente universitario peruano. Tuvo una destacada labor como ingeniero y constructor al servicio del Estado, así como una prolífica producción como escritor, periodista y editor. Se le recuerda también por haber servido en 1880 con las tropas peruanas en la defensa de Arica, durante la Guerra del Pacífico, siendo acusado, infundadamente, de haber delatado a los chilenos la red de minas eléctricas que defendía dicho puerto. En 1902 fue ministro de Fomento y Obras Públicas, en el gobierno de Eduardo López de Romaña.

## Familia y estudios
Hijo del marino inglés Federico Elmore y de la dama quiteña Josefa Fernández de Córdoba Almestar. Sus hermanos, Alberto Elmore y Juan Federico Elmore, fueron abogados, catedráticos y políticos destacados.
Estudió ingeniería y doctorado en Ciencias en la Universidad Nacional Mayor de San Marcos.

## Vida académica
Entre 1869 y 1874 ejerció la docencia en la Facultad de Ciencias de la Universidad Nacional Mayor de San Marcos. A partir de 1876 pasó a integrar la plana docente de la Escuela Especial de Ingenieros de Construcciones Civiles y de Minas (actual Universidad Nacional de Ingeniería).
Posteriormente, luego de su servicio en la guerra del Pacífico, volvió a ser profesor a la Escuela de Ingenieros y luego pasó al Colegio Nacional Nuestra Señora de Guadalupe.

## Labor profesional
Tuvo una destacada labor como ingeniero y constructor al servicio del Estado con obras en distintas regiones del país, así como una prolífica producción como escritor, periodista y editor.

## Participación en la guerra del Pacífico
En 1880, durante la Guerra del Pacífico, fue destacado como ingeniero de la guarnición peruana en Arica, que estaba al mando del coronel Francisco Bolognesi. El 2 de junio de 1880, días antes de la batalla de Arica, fue comisionado para colocar unas minas en la orilla norte del río Lluta y hacerlas explosionar al momento de producirse el avance de las tropas chilenas por esa zona. El artificio bélico no produjo daños de consideración, y Elmore fue apresado por los chilenos, junto con su compañero Pedro Ureta, quien resultó herido y muerto poco después.
Un día antes de la batalla, Elmore fue enviado por los chilenos de regreso al campamento peruano, con la misión de convencer a sus compatriotas de que se rindieran, dada la superioridad en número y poderío del ejército chileno. Los oficiales peruanos, que ya habían tomado la decisión de «pelear hasta quemar el último cartucho» se negaron a reconocer a Elmore en calidad de parlamentario, ya que contrariaba las prescripciones militares del caso. Elmore volvió al campamento chileno, pero antes, aprovechó la oportunidad de describir a sus compatriotas la situación del lado chileno y les previno que el ataque enemigo vendría por las baterías del Este, como efectivamente ocurrió, pero no fue creído.
Una segunda misión de Elmore como parlamentario tampoco tuvo éxito, ante la decisión inquebrantable del mando peruano de resistir. Luego de la batalla de Arica, surgió la versión de que Elmore había traicionado a su patria, dando a conocer  a los chilenos los planos de la red de minas eléctricas cargadas con dinamita, que se hallaban distribuidos en diversos puntos estratégicos del campo atrincherado y hasta en la misma ciudad de Arica. Hay que resaltar que buena parte de la esperanza de los defensores peruanos se hallaba depositada en estas minas, que debían activarse en el momento preciso para causar serias bajas al enemigo. Al no haber funcionado dichas minas, corrió el rumor de que los chilenos la habían desactivado y que esa información solo pudo haber sido dada por Elmore. Éste desmintió esta acusación, con argumentos contundentes, uno de los cuales era que él no conocía toda la red de minas, ya que ese trabajo dependía de cuatro personas distintas; él solo conocía el sector que le había tocado personalmente supervisar, en el llamado Cerro Gordo. La razón de que no funcionaran las minas habría sido simplemente por la precariedad de medios en que se realizó dicha tarea, que requería una técnica y una precisión impecables. Para hacerse una idea de la situación de los defensores de Arica, no alcanzaba el dinero para adquirir una simple vasija en donde poder manejar los ácidos.

## Ministro de Fomento y Obras Públicas
Durante el gobierno del ingeniero Eduardo López de Romaña fue nombrado ministro de Fomento y Obras Públicas, integrando el gabinete ministerial presidido por Alejandro Deustua, cargo que ejerció de 9 de agosto a 4 de noviembre de 1902.

## Descendencia
Se casó en 1897 con Irene Letts Basadre. Tuvo ocho hijos, entre ellos Edwin Elmore Letts (1895-1925), escritor y periodista, que murió asesinado a manos del poeta José Santos Chocano, trágico desenlace de una rivalidad ideológica, luego de una serie de agravios e insultos mutuos.
Uno de sus nietos, Augusto Elmore Höltig (1933-2015) [hijo de Teodoro Elmore Letts], fue un periodista destacado, que trabajó en la revista Caretas.